# Роберто Велін
Робе́рто Ве́лін (швед. Roberto Welin; 9 квітня 1966, Сан-Паулу, Бразилія) — шведський професійний боксер, чемпіон Європи серед аматорів (1991).

## Аматорська кар'єра
Роберто Велін народився в Сан-Паулу, Бразилія, де його батько займався сільськогосподарським бізнесом. Підлітком Роберто переїхав до Швеції, де почав займатися боксом. З 1987 року входив до складу збірної Швеції.
- 1989 року дебютував на чемпіонаті Європи, де зазнав поразки в другому бою від Муйо Байровича (Югославія).
- На чемпіонаті світу 1989 здобув дві перемоги, а в чвертьфіналі програв Раулю Маркесу (США) — 14-17.
- На чемпіонаті Європи 1991, що проходив в Швеції, Велін досяг найбільшого успіху в кар'єрі, завоювавши звання чемпіона, послідовно перемігши Пола Барнса (Англія), Догана Колака (Туреччина), в півфіналі — Муйо Байровича — 18-11 і в фіналі Володимира Єрещенко (СРСР) — 24-15.
- На чемпіонаті світу 1991 переміг Нука Вудса (Нова Зеландія), а в другому бою програв Андреасу Отто (Німеччина).

## Професіональна кар'єра
Велін не потрапив на Олімпійські ігри 1992 і 13 червня 1992 року дебютував на професійному рингу. Протягом 1992—1996 років провів 27 боїв, в 23 з яких переміг суперників, але жодного титулу не завоював.